# Rocky Top (Tennessee)
Rocky Top, chiamato fino al 1936 Coal Creek e fino al 2014 Lake City, è un comune degli Stati Uniti d'America, situato nello Stato del Tennessee, nella Contea di Anderson e in una piccola porzione nella Contea di Campbell.